# بينوا ميشو
بينوا ميشو هو سياسي كندي، ولد في 16 أبريل 1902 في نيو برونزويك في كندا، وتوفي في 29 أغسطس 1949. حزبياً، نشط في الحزب الليبرالي الكندي. وقد انتخب عضو الجمعية التشريعية لنيو برونزويك ‏ وانتخب عضو مجلس العموم الكندي.